# Срби католици
Срби католици су припадници српског народа католичке вероисповести. Као специфична етнорелигијска заједница у оквиру српског националног корпуса, одликују се неговањем српског етничког идентитета и католичких верских традиција. Деле се на две подгрупе, од којих прву чине Срби римокатолици, а другу Срби гркокатолици.
Према резултатима последњег пописа становништва из 2022. године, на подручју Србије живи 11.947 католичких Срба, што је приближно резултатима претходног пописа из 2011. године, када је у Србији било 10.434 Срба-католика. Мањи број припадника исте српске етнорелигијске групе живи и у неким другим (суседним) државама на подручју бивше Југославије, те тако према резултатима пописа становништва из 2021. године на подручју Хрватске живи 2.042 католичких Срба.
У оквиру традиционалне поделе опште историје српског народа, прошлост католичких Срба се дели на три специфична раздобља: 
- средњовековни период, од Великог раскола (1054) до турског освајања српских земаља (оквирно од 11. до 15. века)
- нововековни период, под турском, млетачком и хабзбуршком влашћу (оквирно од краја 15. до почетка 20. века)
- савремени период, од Првог светског рата (1914-1918) до садашњег доба.

## Историја
У време покрштавања Срба, које је спроведено у периоду од 7. до 9. века, све црквене установе у српским земљама још увек су припадале првобитном (правоверном) хришћанству, које се разликовало само по обредној пракси. У приморским крајевима (византијска Далмација) практикован је стари латински и грчки обред, док је у залеђу (почевши од друге половине 9. века) практикован и словенски обред, који су у српске земље донели ученици Ћирила и Методија. Грчки утицај је оствариван преко западних митрополија Цариградске патријаршије (првенствено Солунске и Драчке), док је утицај Римске цркве оствариван преко далматинских епископија.

### Средњи век
Почевши од 9. века, Римска црква се постепено удаљавала од свеопштег (васељенског) православља, а затим је почетком 11. века и формално одступила од изворног симбола вере, прихвативши уметак Filioque, што је потом довело и до Великог раскола (1054).
Тиме је на хришћанском западу, уместо дотадашње (правоверне) Римске цркве, настала нова (филиоквистичка) Римска црква, која је у циљу апропријације (преузимања) свеопштег хришћанског наслеђа присвојила назив: Католичка црква.
Коначно одступање Рима од хришћанског правоверја (православља) повукло је за собом и хришћане латинског обреда у Далмацији, што се одразило на развој верских односа у средњовековним српским земљама, а првенствено у приморским областима.
Током 11. и 12. века, у приморским српским земљама (Дукља, Травунија, Захумље, Неретљанска област) преплитали су се различити верски утицаји. У то време, православље се ослањало на оближње источне центре (Охридска архиепископија и Драчка митрополија). На другој страни, римски утицај је оствариван преко црквених центара у Сплиту и Дубровнику. Ради признања краљевског достојанства, дукљански владар Михајло је успоставио везе са римским папом Гргуром VII, који је 1077. године признао Михајлово краљевско достојанство. Пошто је у приближно време успостављена и Барска надбискупија, претпоставља се да то није могло бити остварено без изричитог сврставања уз Рим, чиме је постављена историјска основа за настанак католичког српства у приморским областима.
Барска надбискупија је током 11. и 12. века одиграла веома важну улогу у развоју верских односа на подручју државе Војислављевића, а значајну улогу је задржала и у држави Немањића.
За то време, српске области у унутрашњости имале су своје православне епископе, који су били потчињени Охридској архиепископији све до 1219. године, када је створена аутокефална Српска архиепископија. У међувремену, Вукан Немањић је као владар у Дукљи и Травунији успоставио непосредне контакте са римским папом Иноћентијем III, након чега је 1199. године одржан сабор Барске надбискупије, један од најзначајнијих католичких сабора у српским земљама током средњовековног периода.
Током позног средњег века, поред Барске надбискупије, најзначајнија католичка установа у српским земљама била је Которска бискупија, која је имала проширену надлежност над католичким заједницама у разним трговачким местима у унутрашњости српских земаља.
Средином 15. века, у Риму је основана посебна установа за образовање "илирског" односно јужнословенског (првенствено српског и хрватског) католичког свештенства, чиме је постављен темељ за настанак познатог Завода Светог Јеронима.
Поред католика латинског, односно римског обреда (римокатолици), током 15. века настају и покушаји стварања гркокатоличких центара у српским средњовековним земљама. У време преговора око склапања Фирентинске уније (1439), католички инквизитор Јован Капистран је покушао да поунијати српског деспота Ђурђа Бранковића (1427-1456), али тај покушај није уродио плодом. Стога је Католичка црква уз помоћ Млетачке републике покушала да средином 15. века створи посебну унијатску, односно гркокатоличку епархију у Зети, са циљем сузбијања српске православне Зетске епархије. Под окриљем млетачких власти, у Доњој Зети је постављен посебан унијатски владика, који је покушао да се учврсти на подручју око Пречисте Крајинске, али без већег успеха.
Управо у то време, крајем 15. века, барски надбискупи су добили високи наслов: примас Србије (лат. Primas Serviae), који је употребљаван и у облику: примас Краљевине Србије (лат. Primas Regni Serviae), односно: примас целе Краљевине Србије (лат. Primas totius Regni Serviae). Барски надбискупи су наслов примаса Србије задржали све до данашњих дана.

### Рани нови век
Током 15. века, највећи део српских земаља потпао је под турску власт, што је утицало и на положај католичких Срба у суседним приморским областима, које су биле под влашћу двају република, Млетачке и Дубровачке. Падом млетачког Бара под турску власт 1571. године, означен је почетак новог периода у историји Барске надбискупије. Катедрала Светог Ђорђа у Бару била је претворена у џамију. У наредном периоду, поједини барски надбискупи столовали су изван подручја своје дијецезе, управљајући надбискупијом из суседних области. У знатно повољнијем положају била је суседна Дубровачка надбискупија, пошто је Дубровачка република успела да задржи своју државну самоуправу, под врховном влашћу турског султана. Историјске везе Дубровника са средњовековним српским државама значајно су допринеле очувању српских традиција у културном и политичком животу католичких Дубровчана. Томе је допринела и употреба српског језика и ћириличног писма у дипломатској пракси Дубровачке републике, која је имала и посебну Српску канцеларију.
Током 16. и 17. века, Дубровник је био главни центар за ширење католицизма према унутрашњости. Католичка црква је дубровачке трговце користила као обавештајце, а дубровачке свештенике као проповеднике. Важну улогу у организацији католичке пропаганде у српским земљама крајем 16. века имао је дубровачки језуита српског порекла Марин Темперица.
У циљу ширења католичког утицаја настало је и чувено дело Мавра Орбина под насловом "Краљевство Словена" (1601). Након Дугог рата и Житванског мира (1606), католицима је дозвољено да обнављају и граде цркве у Османском царству, чиме су створени предуслови за интензивнију католичку пропаганду у српском земљама. У то време се развија и посебан јужнословенски књижевни језик, који је у класицистичком маниру назван илирски језик.
Током 16. и 17. века, значајан број православних Срба у областима под хабзбуршком и млетачком влашћу прелази на католицизам, уз задржавање обредних посебности, те тако постају гркокатолици. Путем унијаћења, Срби у Жумберку су такође постали гркокатолици, а на удару покатоличавања се потом нашла и Марчанска епархија, на чијем је подручју основана гркокатоличка Крижевачка бискупија, која је озваничена 1777. године. Под окриљем ове бискупије, гркокатоличким Србима је наметан хрватски идентитет, чиме је спровођена постепена хрватизација тог дела српског народа.
У време Кандијског рата, велики број православних Срба, предвођених епископом Епифанијем Стефановићем и калуђерима манастира Крке, прелази са турске на млетачку територију. Епифаније Стефановић је 1. новембра 1648. године у Виру склопио унију, уз присуство капуцина Вартоломеја из Вероне. Стефановић је убрзо затим умро, а калуђери су се окренули против уније, тако да је тај покушај унијаћења пропао.
Крајем 17. века, након успостављања хабзбуршке власти у Барањи, доњој Славонији и Срему (1686-1688), на тим просторима је покренут нови талас покатоличавања Срба, а међу онима који су прихватили унију био је и Лонгин Рајић, који је постављен за унијатског бискупа у Срему. Након његове смрти, рад на унијаћењу је наставио Петроније Љубибратић, прво у Срему (1694), а потом у доњој Славонији (1699). Иако су се од својих православних сународника разликовали по вери, тадашњи Срби-католици су у разним областима Угарске и даље чували своју народност, тако да су и у изворима на страним језицима редовно означавани управо као Рашани-католици (лат. Rasciani catholici).
На подручју Скадарске Крајине, у области званој "Шестине", још током 18. века постојало је десет села чије су становништво чинили "(по)арнаућени" Срби католици, који су у 19. веку већ говорили "арнаутским" (албанским) језиком.
У католике српског порекла спадају припадници неколико мањих етнорелигијских заједница, попут Шокаца ("папиштанци"), Буњеваца, Карашевака и Латина (у Турској царевини). Прелаз Срба католика (Шокаца) у православље, као "враћање у прадедовску веру" у селу Сантову догодио се почетком 20. века.

### Католички Срби у аустријској Далмацији
Након пада Млетачке републике (1797), Далмација је потпала под хабзбуршку власт, која је трајала све до 1918. године, уз краћи прекид између 1806. и 1813. године, када је била под француском окупацијом. Највећи део далматинских Срба био је православне вероисповести, док је мањи део припадао Католичкој цркви, а најзначајнија скупина католичких Срба у Далмацији налазила се у Дубровнику.
Срби католици у Далмацији (нарочито у Дубровнику) су јасно истицали своју српску народност. Хрвати католици су признавали њихово постојање, али само као привремено и "политичко опредељење".
Срби католици су се ослањали на шири концепт српске националне идеје, који је укључивао све Србе без обзира на вероисповест, а реч је о концепту који је формулисао још Доситеј Обрадовић, за којим су следили песници Мушицки и Његош, који се не питају како се ко крсти, већ каква му крвца грије прси.
Око 1880. године јавио се спонтано јак српски покрет у Дубровнику, који је објединио Србе православце (малобројне) и католике. То је био део једног већег, Далматинског покрета усмереног против одрођавања. Ту се створило католичко Српство. Сматрали су дубровачки Срби да ако је околина Дубровачка прешла на католицизам, није престала бити српском, "јер башка вјера а башка народност". Стари породични српски корени у Дубровнику су тада оживели и ојачали, јер им је приступила омладина. "Српску ствар" носили су са одушевљењем на својим плећима, уз старе племиће - просвећени жупници, књижевни радници и новинари, образовани омладинци. Дум Иван Стојановић угледни католички свештеник и историчар дубровачки се први јавно изјаснио да је Србин католичке вере. Он ће својим говорима и написима бранити српско становиште. На изборима 1890. године "Српска странка" ће преузети власт у граду, и владати пуну деценију. Када су 1940. године Дубровчани, Др Милан Решетар и сликар Марко Мурат изабрани за праве чланове СКА у Београду, професор Решетар се јавно захвалио. Његове су биле речи: али се веселим, вјерујте ми, ради нашега Дубровника више неголи ради себе, а особито ми је мило што је та иста почаст дата г. Марку Мурату - још једном Дубровчанину из броја старих бораца Срба католика, који изумиремо.
У преписци са критичарем др Миланом Шевићем током 1932. године, Мурат се жали да православни Срби не признају католичке Србе за ”праве Србе” због њихове конфесије. Гуштерица је био један од првих српских листова у Дуборвнику.
Традиционално, за српски народ је везивано православље, као српска веру. Постојала је пракса код православних народа, међу којима и Срба да су потчињавали своју цркву начелу народности, и кад изгубише своју државу. Срби су попут других употребљавали православну цркву за консолидовање своје народности. Дошло је до употребе цркве као оружја против "разрођења". Само је такво изграђено српско православље успело да очува народна предања и обичаје. Типичан примјер у том смислу је патријархат који је обновио Мехмед-паша Соколовић, чији је циљ консолидација Срба на њиховој земљи - босанског ејалета. Нешто касније, током дугог рата, други католички Србин, наиме Мавро Орбини (рођен је у Дубровнику 1563, у трговачкој породици пореклом из Котора), покушао је да консолидира јужне Славене на основу њихове славне прошлости и краљевстава. Сврха окупљања је транспарентна - католичка победа над Турцима.
Срби католици интелектуалци (попут фра Андрије Качића) су, да би превазишли изопштеност од својих корена, форсирали појам Словинство, као замишљени народни кров, под који су лакше могли стати Срби свих вероисповести. Јадали су се крајем 19. века умни Срби у Дубровнику: наша је највећа несрећа што смо вером растављени. Положај Срба католичке вере до сада није одређен, чак се и тенденциозно оспорава из идеолошких разлога. Наука је одавно по питању идентитета Срба затајила.
За појаву српског покрета у 19. веку у Дубровнику је постојао дубоки историјски разлог. Земљама Дубровачке републике су ходили и српски зборили Иван Гундулић и Андрија Качић Миошић. У 19. веку ове земље биле су дом Валтазара Богишића и Милана Решетара.
Срби католици су у Сплиту покренули 1883. године Драшков Рабош, као хумористичко-политички лист. Текстови су углавном излазили на латиници, а мање на ћирилици. Две године касније, 1885. од броја 34. ћирилица је постала доминантна, над латиницом. Лист се иначе бавио одбраном Срба, а то је погађало Хрвате, па и државну власт која је почела да га ограничава. Отварао је "Драшко" многа питања која су сметала режиму, а по њему се иза написа, крио панславизам, протежирање православља и Русије, уједињење Срба свих вероисповести а што значи "велеиздаја". Па су 1887. године ухапшени власник Јово Метличић и одговорни уредник Викентије Бутијер, а и штампарија затворена као и њен власник. Тек јуна 1888. кренуо је судски процес против Метличића и Бутијера, по очигледно политичкој кривици. Али оптужене је бранио истакнути Србин католик, др Игњат Бакотић, који је изврсном аргументацијом подвргао строгој критици "политички рат против Срба и Хрвата". Судска порота је ослободила оптужене кривице, али полет народни био је дакако сапет. Адвокат Бакотић ће наставити да развија српско-католички покрет у Далмацији, те у Сплиту оснива 1898. године родољубиво "Српско братство".

## Питање очувања етничког идентитета
Једно од најзначајнијих питања које се односи на католичке Србе тиче се очувања њиховог етничког идентитета. Пошто представљају мањину у оквиру српског народа, Срби католици су се током историје суочавали са две врсте изазова:
- Питање очувања етничког идентитета католичких Срба у широј католичкој заједници
- Питање о месту и положају Срба католика у широј српској етничкој заједници

На та питања је пажњу обратио Вук Караџић, који се бавио историјом, језиком и обичајима "Срба сва три закона". Ђуро Даничић је своју књигу "Српска граматика", објављену на латиници у Београду 1864. године, наменио (како пише у предговору) Србима западне цркве.
Руски историчар и путописац Александар Гиљфердинг је половином 19. века анализирао разна питања у вези са Србима католицима, указавши тим поводом на последице губитка етничког идентитета у том делу српског народа: Србин католик одбацује све српско као православно и не зна за српску отаџбину, за српску старину. Он има само ужу, провинцијалну отаџбину; он каже за себе да је Босанац, Херцеговац, Далматинац, Славонац према области у којој се родио. Католик не каже за свој језик да је српски, него босански, далматински, славонски итд. Католик не уме да свој језик назове својим именом, јер он нема отаџбине, нема општега имена. Осим своје тесне области, он има само једну отаџбину - римокатоличку цркву.
Из угла очувања етничког идентитета, могуће је говорити о три типа Срба католика: 
1. Срби католици који су очували своју етничку свест и припадност српском народу
2. Католици српског порекла који су привремено или трајно усвојили другачију етничку припадност, али су свесни свог порекла
3. Католици српског порекла који прећуткују или негирају било какву везу са српским народом

Када је реч о трећем типу, међу католицима српског порекла који су накнадно усвојили другачију етничку припадност, било је и таквих који су у потпуности негирали своје српско порекло, а неки од њих су развили и одбојност, па чак и нетрпељивост према српском народу. Један од таквих католика српског порекла је био и хрватски политичар Анте Старчевић.

## Пописи становништва
| 1948 | изјашњавање о вероисповести било је дозвољено само муслиманима јужнословенског порекла | изјашњавање о вероисповести било је дозвољено само муслиманима јужнословенског порекла | изјашњавање о вероисповести било је дозвољено само муслиманима јужнословенског порекла | изјашњавање о вероисповести било је дозвољено само муслиманима јужнословенског порекла | изјашњавање о вероисповести било је дозвољено само муслиманима јужнословенског порекла | изјашњавање о вероисповести било је дозвољено само муслиманима јужнословенског порекла | изјашњавање о вероисповести било је дозвољено само муслиманима јужнословенског порекла |
| 1953 | 8.813                                                                                  | 4.657                                                                                  | 114                                                                                    | 2.270                                                                                  | 1.235                                                                                  | 460                                                                                    | 77                                                                                     |
| 1961 | попис није садржао питање о вероисповести                                              | попис није садржао питање о вероисповести                                              | попис није садржао питање о вероисповести                                              | попис није садржао питање о вероисповести                                              | попис није садржао питање о вероисповести                                              | попис није садржао питање о вероисповести                                              | попис није садржао питање о вероисповести                                              |
| 1971 | попис није садржао питање о вероисповести                                              | попис није садржао питање о вероисповести                                              | попис није садржао питање о вероисповести                                              | попис није садржао питање о вероисповести                                              | попис није садржао питање о вероисповести                                              | попис није садржао питање о вероисповести                                              | попис није садржао питање о вероисповести                                              |
| 1981 | попис није садржао питање о вероисповести                                              | попис није садржао питање о вероисповести                                              | попис није садржао питање о вероисповести                                              | попис није садржао питање о вероисповести                                              | попис није садржао питање о вероисповести                                              | попис није садржао питање о вероисповести                                              | попис није садржао питање о вероисповести                                              |
| 1991 | ?                                                                                      | 1.005                                                                                  | ?                                                                                      | ?                                                                                      | ?                                                                                      | ?                                                                                      | ?                                                                                      |
| 20021 |                                                                                        | 4.328                                                                                  | 114                                                                                    | ?                                                                                      |                                                                                        | 381                                                                                    | ?                                                                                      |
| 20112 | 13.436                                                                                 | 10.434                                                                                 | 115                                                                                    | 2.391                                                                                  | 496                                                                                    |                                                                                        |                                                                                        |
| 1 Попис спроведен 2001. у Хрватској, 2002. у Македонији, Словенији, и Србији (тада била део СРЈ), а 2003. у Црној Гори (тада део СЦГ) 2 Попис спроведен 2013. у Босни и Херцеговини. У Словенији од 2011. укинут класични попис |                                                                                        |                                                                                        |                                                                                        |                                                                                        |                                                                                        |                                                                                        |                                                                                        |

## Познати Срби католици
- Андрија Змајевић, надбискуп, песник и историчар
- Матија Змајевић, адмирал
- Иван Џиво Гундулић, дубровачки племић и књижевник
- Луко Зоре
- Тројан Гундулић, издавач у Београду
- Петар Прерадовић, аустроугарски официр и књижевник
- Антун Матија Рељковић, славонски официр и књижевник, аутор "Сатир"-а (1761).[59]
- Иво Ћипико, новинар и књижевник из Далмације
- Андрија Торкват Брлић, политичар
- Илија Округић Сремац, католички свештеник и писац из Срема
- Влахо Буковац, далматински сликар
- Милан Решетар, дубровачки филолог, слависта
- Иван Мештровић, далматински скулптор
- Иван Иво Војновић, правник, књижевник
- Лујо Војновић, правник, историчар, политичар
- Лујо Охмучевић Бизаро, (1825-1902) аустроугарски потпуковник, јавни радник у Дубровнику[60]
- Хенрик Барић, компаративни лингвиста
- Петар Колендић, академик
- Винко Витезица, теоретицар књижевности
- Антоније Вулетић, историчар
- Вицко Адамовић, историчар
- Марко Мурат, дубровачки академски сликар
- Сибе Миличић, књижевник
- Божидар Ђаја, приповедач
- Марко Цар, књижевни критичар, есејиста и путописац
- Кристо Доминковић, српски публициста, новинар, писац
- Јован Ђаја, новинар
- Иван Ђаја. биолог
- Лујо Адамовић, ботаничар
- Валтазар Богишић, дубровачки научник и књижевник, активни радник Уједињене омладине српске и члан Србокатоличког покрета у Дубровнику.
- фра Андрија Качић Миошић, свештеник и књижевник
- Медо Пуцић, дубровачки племић и књижевник
- др Игњат Бакотић, далматински адвокат
- др Лујо Бакотић, далматински адвокат и историчар[61]
- Матија Бан, професор и књижевник, родом Дубровчанин
- др Ловро Павловић-Лучић, (1848—1910) кнински правник и политичар, публициста са псеудонимом Србин католик
- др Иван Стојановић, дубровачки католички свештеник и књижевник
- Андрија Ђ. Ерцеговић, родом из Боке Которске - у Америци српски добротвор (Галвестон)[62]
- др Иван Ђаја, професор универзитета и научник у Србији
- Натко Нодило, политичар, историчар, публициста
- Александар Ацо Аполонио окружни тужилац у Дубровнику и први премијер самопроглашене обновљене Дубровачке републике.
- Антун Фабрис, новинар, писац и политичар
- Ђура Хорватовић, генерал и министар војни.
- Драгутин Франасовић, генерал српске војске и министар
- Мато Враголов, (умро 1907), правник, српски национални радник у Дубровнику; на надгробном споменику у Цавтату је епитаф: Мато Враголов срцем Србин[63]
- Матија Петар Катанчић, професор Универзитета у Пешти,
- Нико Луковић, српски католички свештеник из Боке Kоторске, писац, културни радник, добротвор и хуманиста.
- проф. др Миља Радан, (рођ. 1954) професор универзитета у Темишвару